# Paul Burke
Paul Burke (ur. 21 lipca 1926 w Nowym Orleanie w stanie Luizjana, zm. 13 września 2009 w Palm Springs, w stanie Kalifornia) – amerykański aktor telewizyjny i filmowy, absolwent Pasadena Playhouse.

## Filmografia

### Filmy
- 1951: Bagnet na broń jako Doggie
- 1955: Franek marynarz jako Tate
- 1968: Sprawa Thomasa Crowna jako Eddy Malone
- 1969: Tatuś wyrusza na polowanie jako Jack Byrnes
- 1981: Zasadzka w Piekielnym Kanionie jako kongresmen Jim Corbin

### Seriale TV
- 1964: Doktor Kildare jako Lawrence Crane
- 1967: Dolina lalek jako Lyon Burke
- 1972: Rekruci (The Rookies) jako Neil Montgomery
- 1973: Thriller jako Brad Hunter
- 1974: Sierżant Anderson jako Joe Fenner
- 1976: Starsky i Hutch jako por. Ted Cameron
- 1978: Statek miłości jako Brian Sherwood
- 1979: Statek miłości jako Walter Baresh
- 1980: Aniołki Charliego jako Clifford Burke
- 1981: Statek miłości jako Ned Beacham
- 1981–1985: Magnum jako admirał Hawkes
- 1982-1984: Dynastia jako Neal McVane
- 1983: Hotel jako senator Tom Andrews
- 1983: T.J. Hooker jako kpt. Frank Medavoy
- 1984: Santa Barbara jako C.C. Capwell
- 1985: Napisała: Morderstwo jako Herbert Upton
- 1986: Hotel jako Everett Payne
- 1987-1988: Dynastia jako Neal McVane
- 1988: Cagney i Lacey jako Winston Prentiss
- 1990: Columbo jako Horace Sherwin